# Hansjörg Schneider (Künstler)
Hansjörg Schneider (* 1960 in Eckernförde) ist ein deutscher Bildender Künstler. 

## Leben
Hansjörg Schneider studierte Freie Kunst an der Kieler Muthesius Kunsthochschule, Philosophie und englische Philologie an der Christian-Albrechts-Universität Kiel von 1979 bis 1988. Seit 1989 lebt er in Berlin. Er realisierte verschiedene Projekte im öffentlichen Raum. Seine bisher wichtigste Arbeit "Fly Like An Eagle" entstand als Innen- und Außeninstallation am Neubau eines Wirtschaftsgebäudes auf dem Fliegerhorst Diepholz in Niedersachsen.
Hansjörg Schneider ist Mitglied im Deutschen Künstlerbund. Er lebt in Berlin.

## Werk
In seinen Installationen reagierte Hansjörg Schneider auf vorgefundene Räume. In der Berliner Arbeit "Der öffentliche Raum" (1995) nutzte er den Leerstand eines ehemaligen DDR-Verkaufsraums. Er unterteilte das Raumvolumen, schnitt großformatige Papierbahnen zu Rautengittern, verspannte diese im Raum. Die schwarzen Papiergitter – aus der Entfernung ähnelten sie massiven Stahlkonstruktionen – regulierten und organisierten den Raum neu, schufen ein System aus Obstruktion und Durchsicht, aus Inklusion und Exklusion.
Strukturen der modernen Architektur greift Hansjörg Schneider seit dem Jahr 2000 auf. In seinen Papierschnitten isoliert er Fensteranordnungen von Gebäuden, die zu Ikonen der Baugeschichte geworden sind. Die Papierbögen werden mit Abstand vor der Galeriewand präsentiert. Durch den Schattenwurf wird die Wand zu einem Bestandteil des Papierschnitts. In seiner Ausstellung "Die Vermessung des Hauses" (2007) integrierte Hansjörg Schneider die farbig gefassten Wände im Meisterhaus Kandinsky/Klee in Dessau in das Konzept seiner Papierschnitte.
Die 36-teilige Reihe "City Of Grids" (2008/2009) erweitert die Möglichkeiten des Mediums Papierschnitt, indem Schnitt und Riss als alternative Techniken innerhalb eines einzelnen Blattes eingesetzt werden. Ein zweidimensionales Raster durchzieht sämtliche Blätter. Es basiert auf einem Layoutentwurf des Designers Willy Fleckhaus. Die Überlagerung von geometrischen und freien Figuren, Netzen und Architekturelementen erzeugt komplexe räumliche Effekte. Das Magazinformat unterstützt den Eindruck eines literarischen oder narrativen Kontexts, einer abstrakten Erzählung.
Seit 2010 verschiebt sich der Fokus auf die urbanen Strukturen der Metropolen und die weltweite künstliche Überformung und Überbauung des Landes. Der landschaftliche Blick führt zu einer horizontalen Bearbeitung des Papiers. Das Papier wird zum Relief durch den Kontrast erhabener und abgerissener Flächen. Pigmentierungen und Einfärbungen verstärken diesen Eindruck.

## Auszeichnungen
1986/87 erhielt Hansjörg Schneider ein DAAD-Jahresstipendium für die Central School of Art and Design in London. 1995 wurde er mit dem Gottfried-Brockmann-Preis der Stadt Kiel ausgezeichnet. Im Jahr 2017 war er Stipendiat der Kunststiftung K52 in Berlin.